# Brachypanorpa sacajawea
Brachypanorpa sacajawea is een schorpioenvlieg uit de familie van de Panorpodidae. De wetenschappelijke naam van de soort is voor het eerst geldig gepubliceerd door Byers in 1990.
De soort komt voor in Idaho en Montana (Verenigde Staten).